# Leventis United
Le Leventis United est un ancien club nigérian de football basé à Ibadan.

## Palmarès
- Coupe d'Afrique des vainqueurs de coupe
  - Finaliste : 1985.

- Championnat du Nigeria (1)
  - Champion : 1986.

- Coupe du Nigeria (2)
  - Vainqueur : 1984 et 1986.

- Supercoupe du Nigeria (1) :
  - Vainqueur : 1984.

- Championnat du Nigeria D2 (1)
  - Champion : 1985.

- Championnat du Nigeria D3 (1)
  - Champion : 1984.

## Anciens joueurs
- Uwem Ekarika
- Wole Odegbami
- Paul Okoku
- Andrew Uwe